# Mário Giorgio Marrano
Mário Giorgio Marrano (Itália, 18 de janeiro de 1920 – 13 de novembro de 2013) foi um médico brasileiro.
Graduado pela Faculdade de Medicina do Rio de Janeiro em 1944. Foi eleito membro honorário da Academia Nacional de Medicina em 1997.